# Greg La Mude
Gregory „Greg“ La Mude (* 1976 oder 1977) ist ein ehemaliger südafrikanischer Squashspieler.

## Karriere
Greg La Mude spielte von Ende der 1990er- bis Anfang der 2000er-Jahre auf der PSA World Tour. Mit der südafrikanischen Nationalmannschaft nahm er 2003 an der Weltmeisterschaft teil. Er gehörte außerdem bei den Afrikaspielen 2003 zum südafrikanischen Kader und sicherte sich mit der Mannschaft die Silbermedaille. Im Jahr zuvor wurde er südafrikanischer Meister.
Nach seiner aktiven Karriere arbeitete er als Squashtrainer in den Vereinigten Staaten und in Südafrika. La Mude ist verheiratet.

## Erfolge
- Afrikaspiele: 1 × Silber (Mannschaft 2003)
- Südafrikanischer Meister: 2002